# Callistola puncticollis
Callistola puncticollis es un coleóptero de la familia Chrysomelidae.
Fue descrita científicamente por primera vez en 1936 por Spaeth.